# MUL.APIN

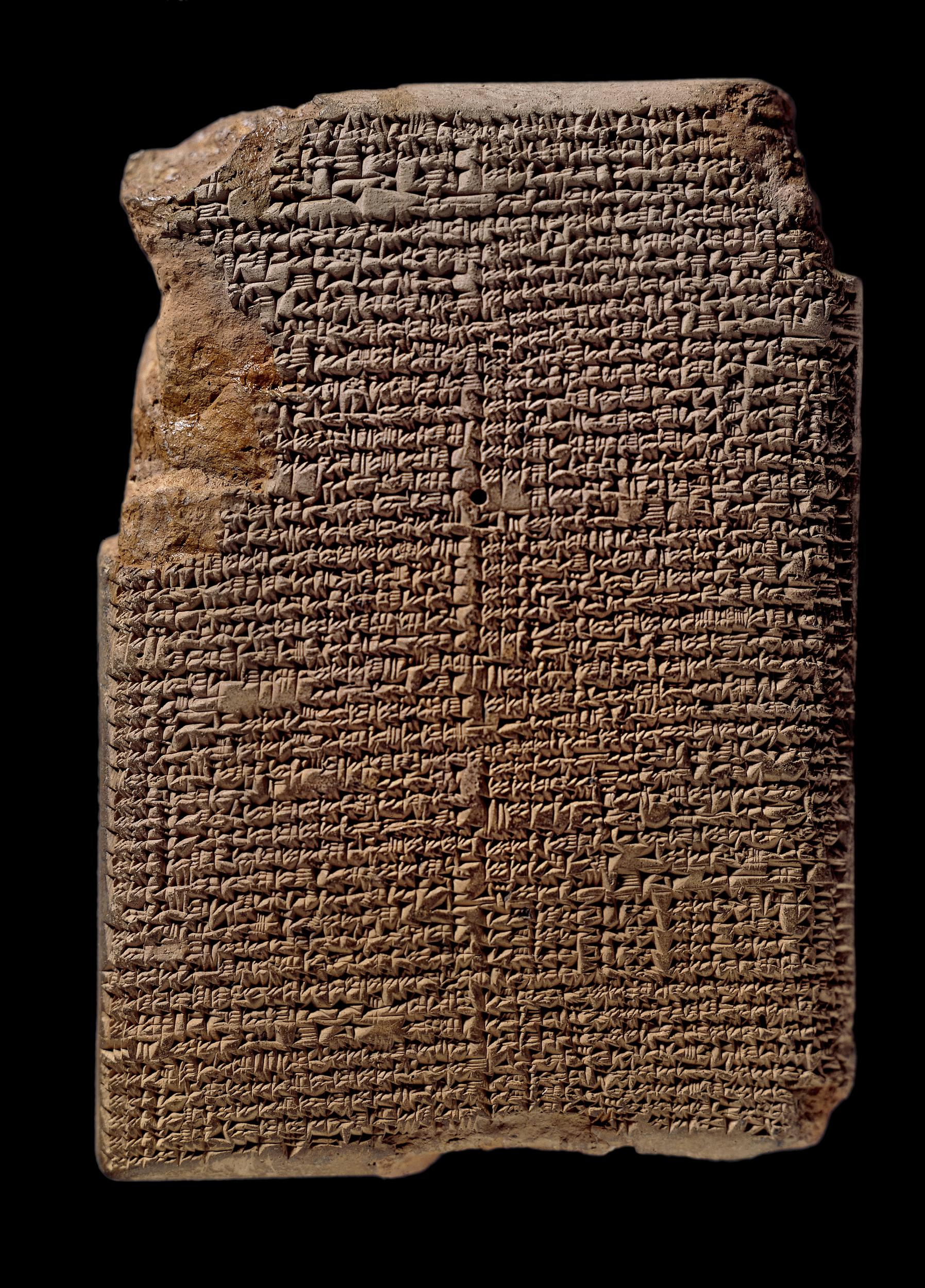
Tablilla del MUL.APIN

MUL.APIN es el título asignado a un compendio babilónico que trata de numerosos aspectos diversos de astronomía y astrología.
Está en la tradición de los catálogos de estrellas anteriores, las llamadas listas de "Tres estrellas cada una", pero representa una versión expandida basada en una observación más precisa, probablemente compilada alrededor del año 1000 a. C..
El texto enumera los nombres de 66 estrellas y constelaciones y, además, da una serie de indicaciones, como fechas de ascenso, puesta y culminación, que ayudan a trazar la estructura básica del mapa estelar babilónico.
El texto se conserva en una copia del siglo VII a. C. en un par de tabletas, llamadas así por su íncipit, correspondiente a la primera constelación del año, MULAPIN, "el Arado", identificado con Triangulum más Alamak.

## Fecha
La primera copia del texto hasta ahora descubierta fue realizada en el año 686 a. C.; sin embargo, la mayoría de los eruditos actualmente consideran que el texto se compiló originalmente alrededor del 1000 a. C.. Las últimas copias conocidas del Mul-Apin datan de alrededor del 300 a. C..
El astrofísico Bradley Schaefer afirma que las observaciones contenidas en estas tabletas se realizaron en la región de Aššur alrededor del año 1370 a. C..

## Partes
El texto se distribuye en dos tabletas y posiblemente en una tercera tableta auxiliar, y se organiza de la siguiente manera:

### Tableta 1
La primera tableta es el recurso más importante para cualquier reconstrucción potencial del mapa estelar de Babilonia, ya que sus diversas secciones ubican las constelaciones en relación entre sí y con el calendario.
La tableta 1 tiene seis secciones principales:
- Todas las estrellas y constelaciones principales se enumeran y organizan en tres amplias divisiones de acuerdo con la latitud celestial, asignando cada estrella a tres caminos:
  - El camino norte de Enlil que contiene 33 estrellas o constelaciones.
  - El camino supuestamente ecuatorial de Anu que contiene 23 estrellas o constelaciones.
  - El camino del sur de Ea que contiene 15 estrellas o constelaciones.

La mayoría de estas estrellas y constelaciones se atribuyen además a distintas deidades del Cercano Oriente.
- Las fechas de ascenso heliacal de 34 estrellas y constelaciones se dan de acuerdo con el año natural 'ideal' de 360 días.
- Listas de estrellas y constelaciones que se elevan y ponen al mismo tiempo.
- La cantidad de días entre la aparición de varias estrellas y constelaciones.
- Las estrellas y las constelaciones que se elevan y culminan al mismo tiempo.
- Las estrellas en el camino de la Luna, siendo las principales constelaciones cercanas a la eclíptica, que incluye a todos los precursores de Babilonia a las constelaciones del zodíaco.

Aunque los babilonios usaban un calendario lunisolar, que agregaba un mes decimotercero ocasional al calendario, MUL.APIN, como la mayoría de los textos de la astrología babilónica, usa un año "ideal" compuesto de 12 meses "ideales" cada uno de los cuales estaba compuesto de un 'ideal' 30 días. En este esquema, los equinoccios se establecieron el día 15 del primer y el séptimo mes, y los solsticios el día 15 del cuarto y el décimo mes.

### Tableta 2
La segunda tableta es de mayor interés para los historiadores de la ciencia, ya que nos proporciona muchos de los métodos y procedimientos utilizados por los astrólogos de Babilonia para predecir los movimientos del Sol, la Luna y los planetas, así como los diversos métodos utilizados para regular el calendario.
El contenido de la tableta 2 se puede resumir en diez títulos de la siguiente manera:
- Los nombres del Sol y los planetas y la afirmación de que todos viajan por el mismo camino que la Luna.
- Qué estrellas están subiendo y cuáles contienen la Luna llena en los solsticios y equinoccios para juzgar la disparidad de los ciclos lunares y solares.
- Recomendaciones para observar las apariencias de ciertas estrellas y la dirección del viento en el momento de su primera aparición.
- Valores muy aproximados para el número de días que cada planeta es visible e invisible durante el curso de su ciclo de observación.
- Las cuatro estrellas asociadas con los cuatro vientos direccionales.
- Las fechas en que el sol está presente en cada uno de los tres caminos estelares.
- Dos tipos de esquema de intercalación. Uno usa las fechas ascendentes de ciertas estrellas mientras que el otro usa la posición de la Luna en relación con las estrellas y las constelaciones.
- La duración relativa del día y la noche en los solsticios y equinoccios, y las longitudes de las sombras emitidas por un gnomon en varios momentos del día en los solsticios y equinoccios.
- Un esquema matemático básico que da los tiempos de levantamiento y puesta de la Luna en cada mes.
- Una selección de presagios astrológicos.

Existe alguna evidencia de que una tercera tableta, y hasta ahora no recuperada, se adjuntó a veces a la serie. A juzgar por su línea de apertura, comenzó con una sección de explicaciones académicas de augurios celestiales.